# Hermann Sprengel
Hermann Johann Philipp Sprengel, född 29 augusti 1834 i Schillerslage, numera tillhörigt Burghof nära Hannover, död 14 januari 1906 i London, var en tysk-brittisk kemist.
Sprengel blev 1858 filosofie doktor i Heidelberg, 1859 assistent i Oxford, 1863 kemist vid Guy's HospitalGuy's och St Bartholomew's Hospital i London och var från 1870 verksam i egen regi. Han är främst känd som uppfinnare av Sprengelpumpen 1865, en form av vakuumpump, genom vilken luftförtunning åstadkoms genom att kvicksilver droppvis fick falla genom ett tämligen smalt vertikalt glasrör och därvid förde med sig luftblåsor.